# Лакона (Нью-Йорк)
Лакона (англ. Lacona) — селище (англ. village) в США, в окрузі Освіго штату Нью-Йорк. Населення — 657 осіб (2020).

## Географія
Лакона розташована за координатами 43°38′34″ пн. ш. 76°3′58″ зх. д. / 43.64278° пн. ш. 76.06611° зх. д. (43.642654, -76.066066).  За даними Бюро перепису населення США в 2010 році селище мало площу 2,88 км², з яких 2,87 км² — суходіл та 0,01 км² — водойми.

## Демографія
Згідно з переписом 2010 року, у селищі мешкали 582 особи в 235 домогосподарствах у складі 154 родин. Густота населення становила 202 особи/км².  Було 270 помешкань (94/км²).
Расовий склад населення:
| - 96,9 % — білих - 0,7 % — чорних або афроамериканців - 0,7 % — азіатів - 0,2 % — корінних американців - 1,0 % — осіб інших рас |

До двох чи більше рас належало 0,5 %. Частка іспаномовних становила 1,5 % від усіх жителів.
За віковим діапазоном населення розподілялося таким чином: 26,1 % — особи молодші 18 років, 63,4 % — особи у віці 18—64 років, 10,5 % — особи у віці 65 років та старші. Медіана віку мешканця становила 38,1 року. На 100 осіб жіночої статі у селищі припадало 110,1 чоловіків;  на 100 жінок у віці від 18 років та старших — 102,8 чоловіків також старших 18 років.
Середній дохід на одне домашнє господарство  становив 58 195 доларів США (медіана — 52 500), а середній дохід на одну сім'ю — 64 006 доларів (медіана — 58 250). За межею бідності перебувало 19,9 % осіб, у тому числі 22,1 % дітей у віці до 18 років та 0,0 % осіб у віці 65 років та старших.
Цивільне працевлаштоване населення становило 270 осіб. Основні галузі зайнятості: освіта, охорона здоров'я та соціальна допомога — 20,7 %, виробництво — 15,6 %, мистецтво, розваги та відпочинок — 13,0 %.